# Пфайфер, Макс Карлович
Макс Карлович Пфа́йфер (нем. Max Karl Alfred Pfeiffer, псевдоним — Макс Карлович Максин; 7 мая 1881, Санкт-Петербург — 5 сентября 1947, Берлин) — российский театральный актёр, антрепренёр, немецкий кинопродюсер.

## Биография
Родился 7 мая 1881 года в Санкт-Петербурге. Окончил главное немецкое училище св. Петра. В декабре 1901 года поступил в труппу Павла Гайдебурова в Елисаветграде. Гастролировал с братьями Адельгейм по Кавказу. Служил в Бахмуте и Гродно у артистки Императорских театров Софьи Петровны Волгиной. Летом 1903 года работал в дирекции Екатеринодарского городского театра, в зимний сезон 1903/04 года — в Новочеркасске, в зимний сезон 1904/05 года — в Ельце у Ивана Андреевича Панормова-Сокольского. Выступал в амплуа рокового любовника.
С 1913 года был уполномоченным дирекции Киевской городской оперы. В 1915 году держал антрепризу в городском театре Киева, где с успехом шли комедийные спектакли. Был членом Литературно-артистического клуба. В 1916 году держал антрепризу в Киевском театре «Пел-Мел». В 1918 году в Одессе возглавлял Театр миниатюр в бывшем театре «Колизей». Был одним из директоров «Театра Василия Вронского».
В 1918 году эмигрировал в Германию. Вместе с женой, актрисой Лидией Потехиной, основал в Берлине художественное кабаре «Голубой сарафан». Стал членом правления Союза русских сценических деятелей в Германии. Работал в «Руссо-Фильме» помощником режиссёра Карла Фрёлиха. В 1921 году был директором фильма Фрица Ланга «Усталая смерть», в котором также сыграл небольшую роль. Затем работал директором таких фильмов, как «Доктор Мабузе, игрок» (1922), «Нибелунги» (1924), «Последний человек» (1924), «Тартюф» (1925) и «Фауст» (1926). В 1928 году Эрих Поммер назначил его производственным директором Universum Film AG. С 1933 года работал заведующим производством исключительно развлекательного кино, в том числе многочисленных музыкальных кинокомедий с участием Лилиан Харви и Марики Рёкк.
Умер 5 сентября 1947 года в Берлине. Похоронен на берлинском православном кладбище Тегель (1-й ряд 3-й секции, место № 2).

## Фильмография
| - 1928 – Ungarische Rhapsodie - 1929 – Asphalt - 1929 – Melodie des Herzens - 1931 – Stürme der Leidenschaft - 1932 – Ich bei Tag und Du bei Nacht - 1932 – Quick - 1933 – Abel mit der Mundharmonika - 1933 – Die schönen Tage von Aranjuez - 1933 – Des jungen Dessauers große Liebe - 1934 – Королева чардаша / Die Csardasfürstin - 1934 – Spiel mit dem Feuer - 1935 – Mach' mich glücklich - 1935 – Liebeslied - 1935 – Schwarze Rosen - 1936 – Boccaccio - 1936 – Der Bettelstudent | - 1936 – Glückskinder - 1937 – Gasparone - 1937 – Sieben Ohrfeigen - 1937 – Und du mein Schatz fährst mit - 1937 – Fanny Elssler - 1938 – Fortsetzung folgt - 1938 – Nanon - 1939 – Frau am Steuer - 1940 – Кора Терри / Kora Terry - 1940 – Die keusche Geliebte - 1941 – Frauen sind doch bessere Diplomaten - 1941 – Tanz mit dem Kaiser - 1943 – Liebesgeschichten - 1943 – Eine Frau für drei Tage - 1943 – Jan und die Schwindlerin (премьера: 1947) - 1944 – Der Posaunist (премьера: 1949) |